# 云南省妇女联合会
云南省妇女联合会，简称云南省妇联，是中华人民共和国云南省妇女儿童工作者组成的人民团体，是中华全国妇女联合会的地方组织，接受中国共产党云南省委员会的领导。其最高权力机构是云南省妇女代表大会。